# Karl Velhagen
Karl Velhagen (auch Karl Adolf Velhagen; * 22. September 1897 in Chemnitz; † 19. Dezember 1990 in Berlin) war ein deutscher Augenarzt und Hochschulprofessor.

## Lebenslauf
Der Sohn des Chemnitzer Augenarztes Carl Velhagen studierte nach der Teilnahme am Ersten Weltkrieg 1916 bis 1918 an den Universitäten München, Freiburg im Breisgau und Leipzig von 1918 bis 1922 Medizin bis zur Promotion zum Dr. med. in Halle. Die Habilitation für Augenheilkunde folgte 1930 an der Universität Halle (Saale) über: Einleitende Untersuchungen über das Vorkommen aktiver und neutrophober Substanzen im Auge. Von 1927 bis 1929 war er Assistent an den Pharmakologischen Instituten der Universitäten Freiburg und Berlin und von 1929 bis 1938 Oberarzt an der Augenklinik der Universität Halle. Velhagen gehörte ab 1933 der SA, ab 1934 dem Nationalsozialistischen Fliegerkorps und dem Nationalsozialistischen Lehrerbund. und ab 1937 der NSDAP an (Mitgliedsnummer 4.482.514). Er war ab 1938 Mitglied des Nationalsozialistischen Deutschen Ärztebunds. Außerdem war er Mitglied im Reichsluftschutzbund. 1937/38 wirkte er als Vertreter auf dem Lehrstuhl für Augenheilkunde der Universität Köln. 1938 bis 1945 war Velhagen ordentlicher Professor für Augenheilkunde an der Universität Greifswald und Direktor der Universitätsaugenklinik Greifswald. In den Jahren des Zweiten Weltkriegs war er zugleich Abteilungsarzt am Reserve-Lazarett Greifswald.
Im Herbst 1945 wurde Velhagen wegen seiner Mitgliedschaft in der NSDAP entlassen; in Ermangelung eines geeigneten neuen Kandidaten durfte er jedoch – als sein eigener Vertreter – an der Universität bleiben und sein Amt und alle damit verbundenen Tätigkeiten weiterführen. Die endgültige Entlassung wurde Anfang Mai 1946 ausgesprochen, und sie wurde sofort wirksam. Ein Ersatzmann war inzwischen gefunden. Daraufhin eröffnete Velhagen in Greifswald eine Privatpraxis. Als es bald darauf zum Streit zwischen ihm und seinem Nachfolger an der Universität kam, legte man (von Berlin aus) Velhagen nahe, Greifswald zu verlassen und nach Chemnitz zu gehen, wo die Eröffnung der Städtischen Augenklinik in Aussicht stand. Von 1947 bis 1950 wirkte Velhagen in Chemnitz. Man hatte die dortige Blindenanstalt zur Augenklinik umgebaut. Nach der Chemnitzer Zeit war Velhagen wieder als Ordinarius und Klinikdirektor tätig, zunächst, von 1950 bis 1958, an der Universität Leipzig, anschließend, von 1958 bis 1967, an der Humboldt-Universität zu Berlin. In den Leipziger Jahren, von 1955 bis 1957, wirkte er auch als Dekan. 1953 wurde er Mitglied der Deutschen Akademie der Naturforscher Leopoldina. Von 1963 bis 1972 war er Prorektor der Akademie für Ärztliche Fortbildung Berlin.
1952 gab er eine überarbeitete Version der Stillingschen Farbtafel zur Diagnose einer Farbfehlsichtigkeit heraus. Diese Farbtafel ist neben der Ishihara-Farbtafel bis heute in Gebrauch.

## Auszeichnungen
- 1948: Albrecht-von-Graefe-Preis der Deutschen Ophthalmologischen Gesellschaft
- 1950: Verdienter Arzt des Volkes
- 1957: Vaterländischer Verdienstorden in Silber
- 1959: Ehrendoktor der Universität Leipzig
- 1960: Nationalpreis der DDR
- 1962: Hufeland-Medaille (DDR)
- 1967: Hervorragender Wissenschaftler des Volkes
- 1975: Humboldt-Medaille
- 1975: Filatow-Medaille
- 1977: Vaterländischer Verdienstorden in Gold

## Publikationen (Auswahl)
- mit Harry Weissberg: Das menschliche Auge. Jaeger, Leipzig 1938.
- Sehorgan und innere Sekretion (= Augenheilkunde der Gegenwart. Bd. 2). Bergmann, München u. a. 1943.
- Unterrichtsbuch für das augenärztliche Hilfspersonal. Thieme, Leipzig 1949; 3. Auflage 1964.
- Tafeln zur Prüfung des Farbensinnes. 21., neubearbeitete Auflage der Stilling-Hertel’schen Tafeln. Thieme, Stuttgart 1952; zuletzt: mit Dieter Broschmann: 32., unveränderte Auflage. Thieme, Stuttgart/New York 2000.
- als Hrsg.: Zeitschrift Der Augenarzt. Thieme, Stuttgart und Leipzig, etwa 1958 bis 1982
- Propädeutische augenärztliche Operationslehre. Thieme, Leipzig 1964.
- Pflügerhaken-Tafeln zur Prüfung des Farbensinnes. Thieme, Leipzig 1980.